# Верхнесъезжее
Верхнесъезжее — село в Нефтегорском районе Самарской области России. Входит в состав сельского поселения Зуевка.

## География
Село находится в юго-восточной части Самарской области, в пределах Сыртовой равнины Низменного Заволжья, в степной зоне, на берегах реки Съезжей, на расстоянии примерно 6 километров (по прямой) к юго-востоку от города Нефтегорска, административного центра района. Абсолютная высота — 64 метра над уровнем моря.
Климат
Климат характеризуется как континентальный, засушливый, с жарким летом и холодной малоснежной зимой. Среднегодовая температура воздуха — 4,6 °С. Средняя температура воздуха самого тёплого месяца (июля) — 20,8 °C (абсолютный максимум — 39 °C); самого холодного (января) — −12,2 °C (абсолютный минимум — −43 °C). Среднегодовое количество атмосферных осадков составляет 567 мм, из которых большая часть (344 мм) выпадает в период с апреля по октябрь. Снежный покров образуется в конце ноября и держится в течение 149 дней.
Часовой пояс
Село Верхнесъезжее, как и вся Самарская область, находится в часовой зоне МСК+1. Смещение применяемого времени относительно UTC составляет +4:00.

## Население
| 2010 |
| ---- |
| 363  |

Половой состав
По данным Всероссийской переписи населения 2010 года в гендерной структуре населения мужчины составляли 49 %, женщины — соответственно 51 %.
Национальный состав
Согласно результатам переписи 2002 года, в национальной структуре населения русские составляли 82 % из 362 чел.